# Gradi della polizia locale della Provincia autonoma di Trento
Tabella riassuntiva dei gradi della Polizia locale del Trentino. I gradi sono rappresentati apposti sulle controspalline della divisa ordinaria. Il colore della divisa è il blu Pantone. I distintivi di grado sono regolati dal Decreto del presidente della provincia 30 aprile 2008, n. 16-123/Leg.

## Dirigenti

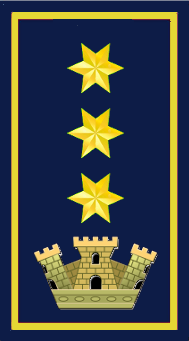
Dirigente comandante comune capoluogo (Trento)
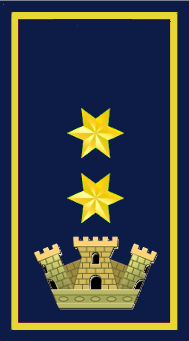
Dirigente

## Ufficiali

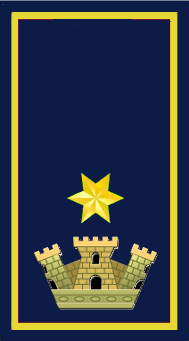
Commissario esperto (Categoria D evoluto)

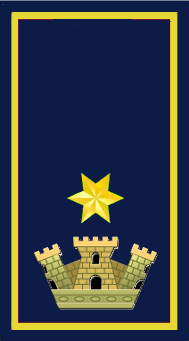
Commissario capo (Categoria D base) (dal 16º anno)
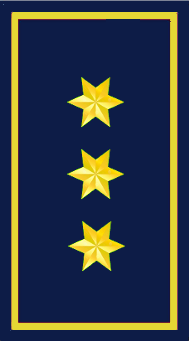
Commissario  (Categoria D base) (fino al 15º anno)

## Ispettori

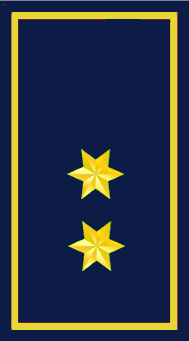
Vice commissario  (Categoria C evoluto evoluto dal 21º anno)
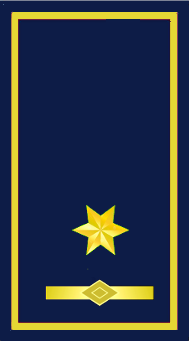
Sostituto commissario  (Categoria C evoluto dal 16º anno)
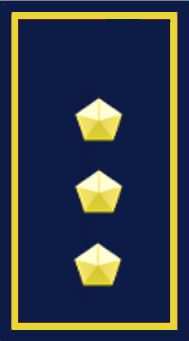
Ispettore capo (Categoria C evoluto dal 11º anno)
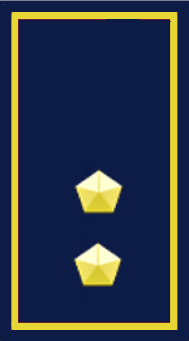
Ispettore (Categoria C evoluto dal 6º anno)
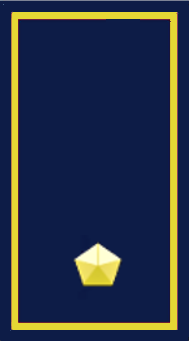
Vice ispettore (Categoria C evoluto fino al 5º anno)

## Agenti UPG

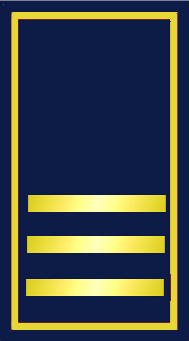
Sovrintendente capo (Categoria base C dal 16º anno)
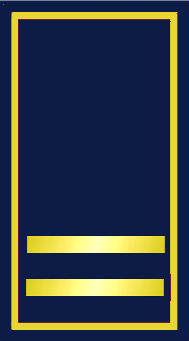
Sovrintendente  (Categoria base C dal 6º anno)
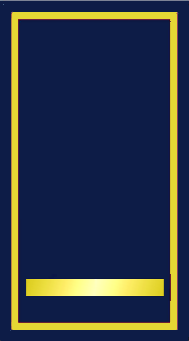
Vice sovrintendente  (Categoria C base Upg fino al 5º anno)

## Agenti

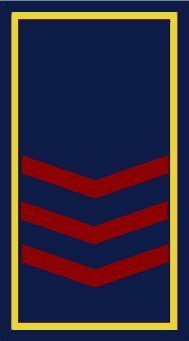
Assistente capo (Categoria C base dal 21º anno)
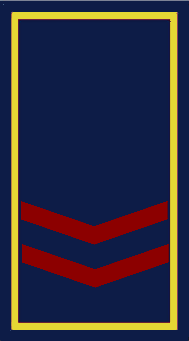
Assistente (Categoria C base dall'11º anno)
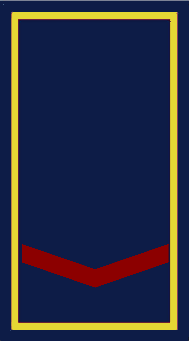
Agente scelto (Categoria C base dal 6º anno)
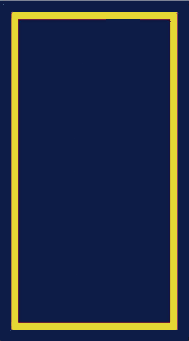
Agente (Categoria C base fino al 5º anno)